# Liste des matériels ferroviaires protégés aux monuments historiques

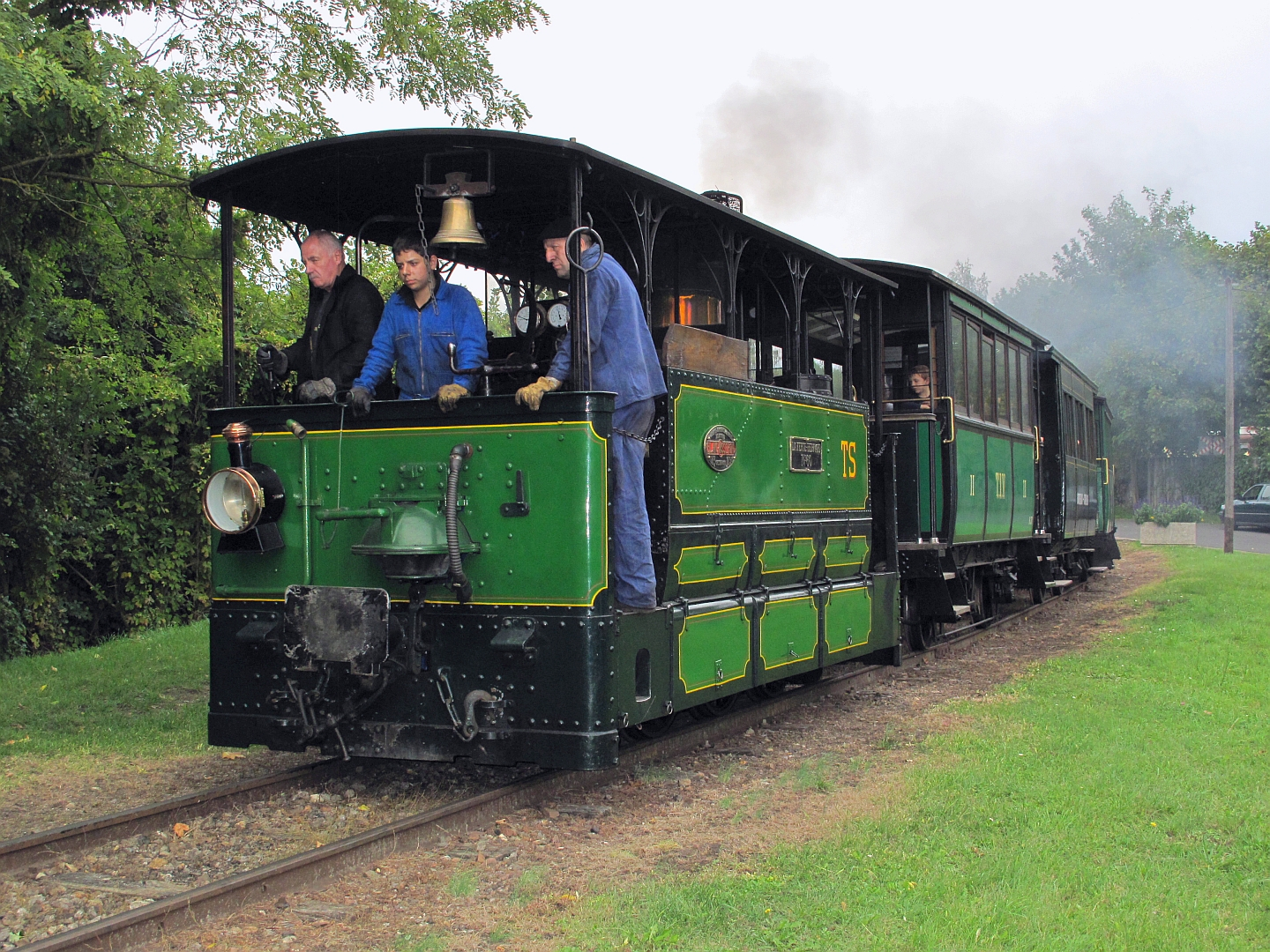
Locomotive bi-cabine construite en 1898 par Blanc-Misseron pour les Tramways de la Sarthe, première locomotive à vapeur protégée comme monument historique en 1983.

Certains matériels ferroviaires en France sont protégés au titre objet des monuments historiques. 

## Listes détaillées
- Liste des locomotives protégées aux monuments historiques
- Liste des voitures et wagons protégés aux monuments historiques
- Liste des tramways protégés aux monuments historiques
- Liste des automotrices et autorails protégés aux monuments historiques
- Liste des matériels de service du chemin de fer protégés aux monuments historiques